# 江別市立大麻東中学校
江別市立大麻東中学校（えべつしりつ おおあさひがしちゅうがっこう）は、北海道江別市大麻にある市立中学校。1979年（昭和54年）4月1日開校。

## 教育指針
教育目標
「未来を切り拓く生徒の育成」共に学び 支え 鍛えあう
2016年（平成28年）度よりこの教育目標を掲げている。
重点目標
「思いを言葉に 言葉を形に 響きあう東中生」

## 校区
- 江別市立大麻東小学校の一部
- 江別市立大麻泉小学校
- 江別市立江別第二小学校の一部

## 関係者

### 出身者
- 右代啓祐（陸上競技選手・スズキ浜松アスリートクラブ所属、2002年卒業）
- 今沢カゲロウ（ベーシスト、作曲家、昆虫画家、昆虫食開発者、四国大学特認教授）
- 千早茜（小説家）
- 大泉潤（函館市長）
- 二階堂蓮（スキージャンプ選手）
- 早川太貴（プロ野球選手）